# Mapocho (reka)
Reka Mapocho (špansko Río Mapocho, mapudungun Mapu chuco – 'voda, ki prodira zemljo') teče iz Andov na zahod in deli čilsko prestolnico Santiago na dva dela.

## Potek
Mapocho se začne ob sotočju rek San Francisce in Molina v Andih. Glavni pritok prve je potok Yerba Loca, ki odmaka zavarovano območje istega imena. Reko Molina polni ledenik Iver, ki leži na Cerro El Plomo. Nekaj kilometrov zahodno od njenega izvira, Mapocho dobi vode potoka Arrayán in vstopi v urbano območje Santiaga.
Zadnje zahodne ostroge Andov na tem območju vplivajo na spremembo smeri reke, zaradi česar začne teči proti jugu. V bližini Cerro San Cristóbal in le na strani projekta Costanera Center, reka zbira vode kanala San Carlos. Od tod teče v splošnem proti jugozahodu do območja Baquedano, ki je osrednja točka mesta in mesto, kjer se je včasih Mapocho razcepila na dva kraka. Južni del je bil v zgodnjih letih republike spremenjen v promenado, zdaj pa je avenija Avenida Libertador General Bernardo O'Higgins.
Reka nato zavije severozahodno. V tem delu poti so se pojavile nekatere najbolj pomembne znamenitosti mesta vzdolž južne obale. Med njimi so Parque Forestal, Muzej lepih umetnosti (Museo Nacional de Bellas Artes), glavna tržnica (Mercado Central) in Estación Mapocho. Bližje severozahodu dva avtocestna mostova povezujeta severno in južno stran reke, ki sta del dveh krakov Autopista Central.
Približno na dolini vrha Cerro Renca, Mapocho spremeni severovzhodni tok v jugozahodno smer. Od južnega dela mednarodnega letališča Comodoro Arturo Merino Benítez, reka zavije proti jugu do iztoka v reko Maipo.

## Kulturna vloga
Do 19. stoletja je bila reka severna meja Santiaga, zato je bila to kraj prihoda za vlake iz severnega Čila na Estación Mapocho, kasneje tudi avtobusne postaje na severu. Tudi Vega Central, glavno poslovno mesto za zagotavljanje hrane Santiaga, kot tudi glavna tržnica (Mercado Central). Do prve polovice 20. stoletja je bila (kanalizirana) struga točka srečanja brezdomcev in malih kriminalcev.
Od 1970-ih so stene kanala v Santiagu, ki jih dnevno vidijo tisoči "Santiaguinos", uporabljene za politično propagando. Vsako leto se odvija Hazing Regatta med praznovanjem začetka leta na Univerzi v Čilu.

## Onesnaženje
Marca 2009 je bilo le 68% odpadne vode v Santiagu prečiščene , čeprav se je do konca leta povečalo na 81%.
Mapocho še vedno onesnažujejo gospodinjske, kmetijske in industrijske odplake ter odpadni materiali pri pridobivanju bakra (iz več bakrenih rudnikov v Andih, vzhodno od Santiaga). Zakonodaja nalaga industriji in lokalni vladi, da predelajo vse svoje odpadne vode, vendar se ta ohlapno izvaja. Zdaj je v izgradnji več velikih naprav za predelavo in recikliranje odpadne vode. Obstajajo načrti za dekontaminacijo reke  in da bi postala plovna.